# Матч за звання чемпіона світу із шахів 1886
|   | a | b | c | d | e | f | g | h |   |
| 8 | a8 чорна тура · e8 чорний король · h8 чорна тура · a7 чорний пішак · b7 чорний пішак · c7 чорний пішак · d7 чорний слон · e7 чорний слон · g7 чорний пішак · h7 чорний пішак · f6 чорний пішак · h6 чорний кінь · d5 білий пішак · f5 чорний кінь · e4 білий кінь · f4 білий слон · g4 чорний ферзь · d3 білий слон · f3 білий кінь · g3 білий пішак · a2 білий пішак · b2 білий пішак · c2 білий пішак · g2 білий король · a1 біла тура · e1 білий ферзь · h1 біла тура | a8 чорна тура · e8 чорний король · h8 чорна тура · a7 чорний пішак · b7 чорний пішак · c7 чорний пішак · d7 чорний слон · e7 чорний слон · g7 чорний пішак · h7 чорний пішак · f6 чорний пішак · h6 чорний кінь · d5 білий пішак · f5 чорний кінь · e4 білий кінь · f4 білий слон · g4 чорний ферзь · d3 білий слон · f3 білий кінь · g3 білий пішак · a2 білий пішак · b2 білий пішак · c2 білий пішак · g2 білий король · a1 біла тура · e1 білий ферзь · h1 біла тура | a8 чорна тура · e8 чорний король · h8 чорна тура · a7 чорний пішак · b7 чорний пішак · c7 чорний пішак · d7 чорний слон · e7 чорний слон · g7 чорний пішак · h7 чорний пішак · f6 чорний пішак · h6 чорний кінь · d5 білий пішак · f5 чорний кінь · e4 білий кінь · f4 білий слон · g4 чорний ферзь · d3 білий слон · f3 білий кінь · g3 білий пішак · a2 білий пішак · b2 білий пішак · c2 білий пішак · g2 білий король · a1 біла тура · e1 білий ферзь · h1 біла тура | a8 чорна тура · e8 чорний король · h8 чорна тура · a7 чорний пішак · b7 чорний пішак · c7 чорний пішак · d7 чорний слон · e7 чорний слон · g7 чорний пішак · h7 чорний пішак · f6 чорний пішак · h6 чорний кінь · d5 білий пішак · f5 чорний кінь · e4 білий кінь · f4 білий слон · g4 чорний ферзь · d3 білий слон · f3 білий кінь · g3 білий пішак · a2 білий пішак · b2 білий пішак · c2 білий пішак · g2 білий король · a1 біла тура · e1 білий ферзь · h1 біла тура | a8 чорна тура · e8 чорний король · h8 чорна тура · a7 чорний пішак · b7 чорний пішак · c7 чорний пішак · d7 чорний слон · e7 чорний слон · g7 чорний пішак · h7 чорний пішак · f6 чорний пішак · h6 чорний кінь · d5 білий пішак · f5 чорний кінь · e4 білий кінь · f4 білий слон · g4 чорний ферзь · d3 білий слон · f3 білий кінь · g3 білий пішак · a2 білий пішак · b2 білий пішак · c2 білий пішак · g2 білий король · a1 біла тура · e1 білий ферзь · h1 біла тура | a8 чорна тура · e8 чорний король · h8 чорна тура · a7 чорний пішак · b7 чорний пішак · c7 чорний пішак · d7 чорний слон · e7 чорний слон · g7 чорний пішак · h7 чорний пішак · f6 чорний пішак · h6 чорний кінь · d5 білий пішак · f5 чорний кінь · e4 білий кінь · f4 білий слон · g4 чорний ферзь · d3 білий слон · f3 білий кінь · g3 білий пішак · a2 білий пішак · b2 білий пішак · c2 білий пішак · g2 білий король · a1 біла тура · e1 білий ферзь · h1 біла тура | a8 чорна тура · e8 чорний король · h8 чорна тура · a7 чорний пішак · b7 чорний пішак · c7 чорний пішак · d7 чорний слон · e7 чорний слон · g7 чорний пішак · h7 чорний пішак · f6 чорний пішак · h6 чорний кінь · d5 білий пішак · f5 чорний кінь · e4 білий кінь · f4 білий слон · g4 чорний ферзь · d3 білий слон · f3 білий кінь · g3 білий пішак · a2 білий пішак · b2 білий пішак · c2 білий пішак · g2 білий король · a1 біла тура · e1 білий ферзь · h1 біла тура | a8 чорна тура · e8 чорний король · h8 чорна тура · a7 чорний пішак · b7 чорний пішак · c7 чорний пішак · d7 чорний слон · e7 чорний слон · g7 чорний пішак · h7 чорний пішак · f6 чорний пішак · h6 чорний кінь · d5 білий пішак · f5 чорний кінь · e4 білий кінь · f4 білий слон · g4 чорний ферзь · d3 білий слон · f3 білий кінь · g3 білий пішак · a2 білий пішак · b2 білий пішак · c2 білий пішак · g2 білий король · a1 біла тура · e1 білий ферзь · h1 біла тура | 8 |
| 7 | a8 чорна тура · e8 чорний король · h8 чорна тура · a7 чорний пішак · b7 чорний пішак · c7 чорний пішак · d7 чорний слон · e7 чорний слон · g7 чорний пішак · h7 чорний пішак · f6 чорний пішак · h6 чорний кінь · d5 білий пішак · f5 чорний кінь · e4 білий кінь · f4 білий слон · g4 чорний ферзь · d3 білий слон · f3 білий кінь · g3 білий пішак · a2 білий пішак · b2 білий пішак · c2 білий пішак · g2 білий король · a1 біла тура · e1 білий ферзь · h1 біла тура | a8 чорна тура · e8 чорний король · h8 чорна тура · a7 чорний пішак · b7 чорний пішак · c7 чорний пішак · d7 чорний слон · e7 чорний слон · g7 чорний пішак · h7 чорний пішак · f6 чорний пішак · h6 чорний кінь · d5 білий пішак · f5 чорний кінь · e4 білий кінь · f4 білий слон · g4 чорний ферзь · d3 білий слон · f3 білий кінь · g3 білий пішак · a2 білий пішак · b2 білий пішак · c2 білий пішак · g2 білий король · a1 біла тура · e1 білий ферзь · h1 біла тура | a8 чорна тура · e8 чорний король · h8 чорна тура · a7 чорний пішак · b7 чорний пішак · c7 чорний пішак · d7 чорний слон · e7 чорний слон · g7 чорний пішак · h7 чорний пішак · f6 чорний пішак · h6 чорний кінь · d5 білий пішак · f5 чорний кінь · e4 білий кінь · f4 білий слон · g4 чорний ферзь · d3 білий слон · f3 білий кінь · g3 білий пішак · a2 білий пішак · b2 білий пішак · c2 білий пішак · g2 білий король · a1 біла тура · e1 білий ферзь · h1 біла тура | a8 чорна тура · e8 чорний король · h8 чорна тура · a7 чорний пішак · b7 чорний пішак · c7 чорний пішак · d7 чорний слон · e7 чорний слон · g7 чорний пішак · h7 чорний пішак · f6 чорний пішак · h6 чорний кінь · d5 білий пішак · f5 чорний кінь · e4 білий кінь · f4 білий слон · g4 чорний ферзь · d3 білий слон · f3 білий кінь · g3 білий пішак · a2 білий пішак · b2 білий пішак · c2 білий пішак · g2 білий король · a1 біла тура · e1 білий ферзь · h1 біла тура | a8 чорна тура · e8 чорний король · h8 чорна тура · a7 чорний пішак · b7 чорний пішак · c7 чорний пішак · d7 чорний слон · e7 чорний слон · g7 чорний пішак · h7 чорний пішак · f6 чорний пішак · h6 чорний кінь · d5 білий пішак · f5 чорний кінь · e4 білий кінь · f4 білий слон · g4 чорний ферзь · d3 білий слон · f3 білий кінь · g3 білий пішак · a2 білий пішак · b2 білий пішак · c2 білий пішак · g2 білий король · a1 біла тура · e1 білий ферзь · h1 біла тура | a8 чорна тура · e8 чорний король · h8 чорна тура · a7 чорний пішак · b7 чорний пішак · c7 чорний пішак · d7 чорний слон · e7 чорний слон · g7 чорний пішак · h7 чорний пішак · f6 чорний пішак · h6 чорний кінь · d5 білий пішак · f5 чорний кінь · e4 білий кінь · f4 білий слон · g4 чорний ферзь · d3 білий слон · f3 білий кінь · g3 білий пішак · a2 білий пішак · b2 білий пішак · c2 білий пішак · g2 білий король · a1 біла тура · e1 білий ферзь · h1 біла тура | a8 чорна тура · e8 чорний король · h8 чорна тура · a7 чорний пішак · b7 чорний пішак · c7 чорний пішак · d7 чорний слон · e7 чорний слон · g7 чорний пішак · h7 чорний пішак · f6 чорний пішак · h6 чорний кінь · d5 білий пішак · f5 чорний кінь · e4 білий кінь · f4 білий слон · g4 чорний ферзь · d3 білий слон · f3 білий кінь · g3 білий пішак · a2 білий пішак · b2 білий пішак · c2 білий пішак · g2 білий король · a1 біла тура · e1 білий ферзь · h1 біла тура | a8 чорна тура · e8 чорний король · h8 чорна тура · a7 чорний пішак · b7 чорний пішак · c7 чорний пішак · d7 чорний слон · e7 чорний слон · g7 чорний пішак · h7 чорний пішак · f6 чорний пішак · h6 чорний кінь · d5 білий пішак · f5 чорний кінь · e4 білий кінь · f4 білий слон · g4 чорний ферзь · d3 білий слон · f3 білий кінь · g3 білий пішак · a2 білий пішак · b2 білий пішак · c2 білий пішак · g2 білий король · a1 біла тура · e1 білий ферзь · h1 біла тура | 7 |
| 6 | a8 чорна тура · e8 чорний король · h8 чорна тура · a7 чорний пішак · b7 чорний пішак · c7 чорний пішак · d7 чорний слон · e7 чорний слон · g7 чорний пішак · h7 чорний пішак · f6 чорний пішак · h6 чорний кінь · d5 білий пішак · f5 чорний кінь · e4 білий кінь · f4 білий слон · g4 чорний ферзь · d3 білий слон · f3 білий кінь · g3 білий пішак · a2 білий пішак · b2 білий пішак · c2 білий пішак · g2 білий король · a1 біла тура · e1 білий ферзь · h1 біла тура | a8 чорна тура · e8 чорний король · h8 чорна тура · a7 чорний пішак · b7 чорний пішак · c7 чорний пішак · d7 чорний слон · e7 чорний слон · g7 чорний пішак · h7 чорний пішак · f6 чорний пішак · h6 чорний кінь · d5 білий пішак · f5 чорний кінь · e4 білий кінь · f4 білий слон · g4 чорний ферзь · d3 білий слон · f3 білий кінь · g3 білий пішак · a2 білий пішак · b2 білий пішак · c2 білий пішак · g2 білий король · a1 біла тура · e1 білий ферзь · h1 біла тура | a8 чорна тура · e8 чорний король · h8 чорна тура · a7 чорний пішак · b7 чорний пішак · c7 чорний пішак · d7 чорний слон · e7 чорний слон · g7 чорний пішак · h7 чорний пішак · f6 чорний пішак · h6 чорний кінь · d5 білий пішак · f5 чорний кінь · e4 білий кінь · f4 білий слон · g4 чорний ферзь · d3 білий слон · f3 білий кінь · g3 білий пішак · a2 білий пішак · b2 білий пішак · c2 білий пішак · g2 білий король · a1 біла тура · e1 білий ферзь · h1 біла тура | a8 чорна тура · e8 чорний король · h8 чорна тура · a7 чорний пішак · b7 чорний пішак · c7 чорний пішак · d7 чорний слон · e7 чорний слон · g7 чорний пішак · h7 чорний пішак · f6 чорний пішак · h6 чорний кінь · d5 білий пішак · f5 чорний кінь · e4 білий кінь · f4 білий слон · g4 чорний ферзь · d3 білий слон · f3 білий кінь · g3 білий пішак · a2 білий пішак · b2 білий пішак · c2 білий пішак · g2 білий король · a1 біла тура · e1 білий ферзь · h1 біла тура | a8 чорна тура · e8 чорний король · h8 чорна тура · a7 чорний пішак · b7 чорний пішак · c7 чорний пішак · d7 чорний слон · e7 чорний слон · g7 чорний пішак · h7 чорний пішак · f6 чорний пішак · h6 чорний кінь · d5 білий пішак · f5 чорний кінь · e4 білий кінь · f4 білий слон · g4 чорний ферзь · d3 білий слон · f3 білий кінь · g3 білий пішак · a2 білий пішак · b2 білий пішак · c2 білий пішак · g2 білий король · a1 біла тура · e1 білий ферзь · h1 біла тура | a8 чорна тура · e8 чорний король · h8 чорна тура · a7 чорний пішак · b7 чорний пішак · c7 чорний пішак · d7 чорний слон · e7 чорний слон · g7 чорний пішак · h7 чорний пішак · f6 чорний пішак · h6 чорний кінь · d5 білий пішак · f5 чорний кінь · e4 білий кінь · f4 білий слон · g4 чорний ферзь · d3 білий слон · f3 білий кінь · g3 білий пішак · a2 білий пішак · b2 білий пішак · c2 білий пішак · g2 білий король · a1 біла тура · e1 білий ферзь · h1 біла тура | a8 чорна тура · e8 чорний король · h8 чорна тура · a7 чорний пішак · b7 чорний пішак · c7 чорний пішак · d7 чорний слон · e7 чорний слон · g7 чорний пішак · h7 чорний пішак · f6 чорний пішак · h6 чорний кінь · d5 білий пішак · f5 чорний кінь · e4 білий кінь · f4 білий слон · g4 чорний ферзь · d3 білий слон · f3 білий кінь · g3 білий пішак · a2 білий пішак · b2 білий пішак · c2 білий пішак · g2 білий король · a1 біла тура · e1 білий ферзь · h1 біла тура | a8 чорна тура · e8 чорний король · h8 чорна тура · a7 чорний пішак · b7 чорний пішак · c7 чорний пішак · d7 чорний слон · e7 чорний слон · g7 чорний пішак · h7 чорний пішак · f6 чорний пішак · h6 чорний кінь · d5 білий пішак · f5 чорний кінь · e4 білий кінь · f4 білий слон · g4 чорний ферзь · d3 білий слон · f3 білий кінь · g3 білий пішак · a2 білий пішак · b2 білий пішак · c2 білий пішак · g2 білий король · a1 біла тура · e1 білий ферзь · h1 біла тура | 6 |
| 5 | a8 чорна тура · e8 чорний король · h8 чорна тура · a7 чорний пішак · b7 чорний пішак · c7 чорний пішак · d7 чорний слон · e7 чорний слон · g7 чорний пішак · h7 чорний пішак · f6 чорний пішак · h6 чорний кінь · d5 білий пішак · f5 чорний кінь · e4 білий кінь · f4 білий слон · g4 чорний ферзь · d3 білий слон · f3 білий кінь · g3 білий пішак · a2 білий пішак · b2 білий пішак · c2 білий пішак · g2 білий король · a1 біла тура · e1 білий ферзь · h1 біла тура | a8 чорна тура · e8 чорний король · h8 чорна тура · a7 чорний пішак · b7 чорний пішак · c7 чорний пішак · d7 чорний слон · e7 чорний слон · g7 чорний пішак · h7 чорний пішак · f6 чорний пішак · h6 чорний кінь · d5 білий пішак · f5 чорний кінь · e4 білий кінь · f4 білий слон · g4 чорний ферзь · d3 білий слон · f3 білий кінь · g3 білий пішак · a2 білий пішак · b2 білий пішак · c2 білий пішак · g2 білий король · a1 біла тура · e1 білий ферзь · h1 біла тура | a8 чорна тура · e8 чорний король · h8 чорна тура · a7 чорний пішак · b7 чорний пішак · c7 чорний пішак · d7 чорний слон · e7 чорний слон · g7 чорний пішак · h7 чорний пішак · f6 чорний пішак · h6 чорний кінь · d5 білий пішак · f5 чорний кінь · e4 білий кінь · f4 білий слон · g4 чорний ферзь · d3 білий слон · f3 білий кінь · g3 білий пішак · a2 білий пішак · b2 білий пішак · c2 білий пішак · g2 білий король · a1 біла тура · e1 білий ферзь · h1 біла тура | a8 чорна тура · e8 чорний король · h8 чорна тура · a7 чорний пішак · b7 чорний пішак · c7 чорний пішак · d7 чорний слон · e7 чорний слон · g7 чорний пішак · h7 чорний пішак · f6 чорний пішак · h6 чорний кінь · d5 білий пішак · f5 чорний кінь · e4 білий кінь · f4 білий слон · g4 чорний ферзь · d3 білий слон · f3 білий кінь · g3 білий пішак · a2 білий пішак · b2 білий пішак · c2 білий пішак · g2 білий король · a1 біла тура · e1 білий ферзь · h1 біла тура | a8 чорна тура · e8 чорний король · h8 чорна тура · a7 чорний пішак · b7 чорний пішак · c7 чорний пішак · d7 чорний слон · e7 чорний слон · g7 чорний пішак · h7 чорний пішак · f6 чорний пішак · h6 чорний кінь · d5 білий пішак · f5 чорний кінь · e4 білий кінь · f4 білий слон · g4 чорний ферзь · d3 білий слон · f3 білий кінь · g3 білий пішак · a2 білий пішак · b2 білий пішак · c2 білий пішак · g2 білий король · a1 біла тура · e1 білий ферзь · h1 біла тура | a8 чорна тура · e8 чорний король · h8 чорна тура · a7 чорний пішак · b7 чорний пішак · c7 чорний пішак · d7 чорний слон · e7 чорний слон · g7 чорний пішак · h7 чорний пішак · f6 чорний пішак · h6 чорний кінь · d5 білий пішак · f5 чорний кінь · e4 білий кінь · f4 білий слон · g4 чорний ферзь · d3 білий слон · f3 білий кінь · g3 білий пішак · a2 білий пішак · b2 білий пішак · c2 білий пішак · g2 білий король · a1 біла тура · e1 білий ферзь · h1 біла тура | a8 чорна тура · e8 чорний король · h8 чорна тура · a7 чорний пішак · b7 чорний пішак · c7 чорний пішак · d7 чорний слон · e7 чорний слон · g7 чорний пішак · h7 чорний пішак · f6 чорний пішак · h6 чорний кінь · d5 білий пішак · f5 чорний кінь · e4 білий кінь · f4 білий слон · g4 чорний ферзь · d3 білий слон · f3 білий кінь · g3 білий пішак · a2 білий пішак · b2 білий пішак · c2 білий пішак · g2 білий король · a1 біла тура · e1 білий ферзь · h1 біла тура | a8 чорна тура · e8 чорний король · h8 чорна тура · a7 чорний пішак · b7 чорний пішак · c7 чорний пішак · d7 чорний слон · e7 чорний слон · g7 чорний пішак · h7 чорний пішак · f6 чорний пішак · h6 чорний кінь · d5 білий пішак · f5 чорний кінь · e4 білий кінь · f4 білий слон · g4 чорний ферзь · d3 білий слон · f3 білий кінь · g3 білий пішак · a2 білий пішак · b2 білий пішак · c2 білий пішак · g2 білий король · a1 біла тура · e1 білий ферзь · h1 біла тура | 5 |
| 4 | a8 чорна тура · e8 чорний король · h8 чорна тура · a7 чорний пішак · b7 чорний пішак · c7 чорний пішак · d7 чорний слон · e7 чорний слон · g7 чорний пішак · h7 чорний пішак · f6 чорний пішак · h6 чорний кінь · d5 білий пішак · f5 чорний кінь · e4 білий кінь · f4 білий слон · g4 чорний ферзь · d3 білий слон · f3 білий кінь · g3 білий пішак · a2 білий пішак · b2 білий пішак · c2 білий пішак · g2 білий король · a1 біла тура · e1 білий ферзь · h1 біла тура | a8 чорна тура · e8 чорний король · h8 чорна тура · a7 чорний пішак · b7 чорний пішак · c7 чорний пішак · d7 чорний слон · e7 чорний слон · g7 чорний пішак · h7 чорний пішак · f6 чорний пішак · h6 чорний кінь · d5 білий пішак · f5 чорний кінь · e4 білий кінь · f4 білий слон · g4 чорний ферзь · d3 білий слон · f3 білий кінь · g3 білий пішак · a2 білий пішак · b2 білий пішак · c2 білий пішак · g2 білий король · a1 біла тура · e1 білий ферзь · h1 біла тура | a8 чорна тура · e8 чорний король · h8 чорна тура · a7 чорний пішак · b7 чорний пішак · c7 чорний пішак · d7 чорний слон · e7 чорний слон · g7 чорний пішак · h7 чорний пішак · f6 чорний пішак · h6 чорний кінь · d5 білий пішак · f5 чорний кінь · e4 білий кінь · f4 білий слон · g4 чорний ферзь · d3 білий слон · f3 білий кінь · g3 білий пішак · a2 білий пішак · b2 білий пішак · c2 білий пішак · g2 білий король · a1 біла тура · e1 білий ферзь · h1 біла тура | a8 чорна тура · e8 чорний король · h8 чорна тура · a7 чорний пішак · b7 чорний пішак · c7 чорний пішак · d7 чорний слон · e7 чорний слон · g7 чорний пішак · h7 чорний пішак · f6 чорний пішак · h6 чорний кінь · d5 білий пішак · f5 чорний кінь · e4 білий кінь · f4 білий слон · g4 чорний ферзь · d3 білий слон · f3 білий кінь · g3 білий пішак · a2 білий пішак · b2 білий пішак · c2 білий пішак · g2 білий король · a1 біла тура · e1 білий ферзь · h1 біла тура | a8 чорна тура · e8 чорний король · h8 чорна тура · a7 чорний пішак · b7 чорний пішак · c7 чорний пішак · d7 чорний слон · e7 чорний слон · g7 чорний пішак · h7 чорний пішак · f6 чорний пішак · h6 чорний кінь · d5 білий пішак · f5 чорний кінь · e4 білий кінь · f4 білий слон · g4 чорний ферзь · d3 білий слон · f3 білий кінь · g3 білий пішак · a2 білий пішак · b2 білий пішак · c2 білий пішак · g2 білий король · a1 біла тура · e1 білий ферзь · h1 біла тура | a8 чорна тура · e8 чорний король · h8 чорна тура · a7 чорний пішак · b7 чорний пішак · c7 чорний пішак · d7 чорний слон · e7 чорний слон · g7 чорний пішак · h7 чорний пішак · f6 чорний пішак · h6 чорний кінь · d5 білий пішак · f5 чорний кінь · e4 білий кінь · f4 білий слон · g4 чорний ферзь · d3 білий слон · f3 білий кінь · g3 білий пішак · a2 білий пішак · b2 білий пішак · c2 білий пішак · g2 білий король · a1 біла тура · e1 білий ферзь · h1 біла тура | a8 чорна тура · e8 чорний король · h8 чорна тура · a7 чорний пішак · b7 чорний пішак · c7 чорний пішак · d7 чорний слон · e7 чорний слон · g7 чорний пішак · h7 чорний пішак · f6 чорний пішак · h6 чорний кінь · d5 білий пішак · f5 чорний кінь · e4 білий кінь · f4 білий слон · g4 чорний ферзь · d3 білий слон · f3 білий кінь · g3 білий пішак · a2 білий пішак · b2 білий пішак · c2 білий пішак · g2 білий король · a1 біла тура · e1 білий ферзь · h1 біла тура | a8 чорна тура · e8 чорний король · h8 чорна тура · a7 чорний пішак · b7 чорний пішак · c7 чорний пішак · d7 чорний слон · e7 чорний слон · g7 чорний пішак · h7 чорний пішак · f6 чорний пішак · h6 чорний кінь · d5 білий пішак · f5 чорний кінь · e4 білий кінь · f4 білий слон · g4 чорний ферзь · d3 білий слон · f3 білий кінь · g3 білий пішак · a2 білий пішак · b2 білий пішак · c2 білий пішак · g2 білий король · a1 біла тура · e1 білий ферзь · h1 біла тура | 4 |
| 3 | a8 чорна тура · e8 чорний король · h8 чорна тура · a7 чорний пішак · b7 чорний пішак · c7 чорний пішак · d7 чорний слон · e7 чорний слон · g7 чорний пішак · h7 чорний пішак · f6 чорний пішак · h6 чорний кінь · d5 білий пішак · f5 чорний кінь · e4 білий кінь · f4 білий слон · g4 чорний ферзь · d3 білий слон · f3 білий кінь · g3 білий пішак · a2 білий пішак · b2 білий пішак · c2 білий пішак · g2 білий король · a1 біла тура · e1 білий ферзь · h1 біла тура | a8 чорна тура · e8 чорний король · h8 чорна тура · a7 чорний пішак · b7 чорний пішак · c7 чорний пішак · d7 чорний слон · e7 чорний слон · g7 чорний пішак · h7 чорний пішак · f6 чорний пішак · h6 чорний кінь · d5 білий пішак · f5 чорний кінь · e4 білий кінь · f4 білий слон · g4 чорний ферзь · d3 білий слон · f3 білий кінь · g3 білий пішак · a2 білий пішак · b2 білий пішак · c2 білий пішак · g2 білий король · a1 біла тура · e1 білий ферзь · h1 біла тура | a8 чорна тура · e8 чорний король · h8 чорна тура · a7 чорний пішак · b7 чорний пішак · c7 чорний пішак · d7 чорний слон · e7 чорний слон · g7 чорний пішак · h7 чорний пішак · f6 чорний пішак · h6 чорний кінь · d5 білий пішак · f5 чорний кінь · e4 білий кінь · f4 білий слон · g4 чорний ферзь · d3 білий слон · f3 білий кінь · g3 білий пішак · a2 білий пішак · b2 білий пішак · c2 білий пішак · g2 білий король · a1 біла тура · e1 білий ферзь · h1 біла тура | a8 чорна тура · e8 чорний король · h8 чорна тура · a7 чорний пішак · b7 чорний пішак · c7 чорний пішак · d7 чорний слон · e7 чорний слон · g7 чорний пішак · h7 чорний пішак · f6 чорний пішак · h6 чорний кінь · d5 білий пішак · f5 чорний кінь · e4 білий кінь · f4 білий слон · g4 чорний ферзь · d3 білий слон · f3 білий кінь · g3 білий пішак · a2 білий пішак · b2 білий пішак · c2 білий пішак · g2 білий король · a1 біла тура · e1 білий ферзь · h1 біла тура | a8 чорна тура · e8 чорний король · h8 чорна тура · a7 чорний пішак · b7 чорний пішак · c7 чорний пішак · d7 чорний слон · e7 чорний слон · g7 чорний пішак · h7 чорний пішак · f6 чорний пішак · h6 чорний кінь · d5 білий пішак · f5 чорний кінь · e4 білий кінь · f4 білий слон · g4 чорний ферзь · d3 білий слон · f3 білий кінь · g3 білий пішак · a2 білий пішак · b2 білий пішак · c2 білий пішак · g2 білий король · a1 біла тура · e1 білий ферзь · h1 біла тура | a8 чорна тура · e8 чорний король · h8 чорна тура · a7 чорний пішак · b7 чорний пішак · c7 чорний пішак · d7 чорний слон · e7 чорний слон · g7 чорний пішак · h7 чорний пішак · f6 чорний пішак · h6 чорний кінь · d5 білий пішак · f5 чорний кінь · e4 білий кінь · f4 білий слон · g4 чорний ферзь · d3 білий слон · f3 білий кінь · g3 білий пішак · a2 білий пішак · b2 білий пішак · c2 білий пішак · g2 білий король · a1 біла тура · e1 білий ферзь · h1 біла тура | a8 чорна тура · e8 чорний король · h8 чорна тура · a7 чорний пішак · b7 чорний пішак · c7 чорний пішак · d7 чорний слон · e7 чорний слон · g7 чорний пішак · h7 чорний пішак · f6 чорний пішак · h6 чорний кінь · d5 білий пішак · f5 чорний кінь · e4 білий кінь · f4 білий слон · g4 чорний ферзь · d3 білий слон · f3 білий кінь · g3 білий пішак · a2 білий пішак · b2 білий пішак · c2 білий пішак · g2 білий король · a1 біла тура · e1 білий ферзь · h1 біла тура | a8 чорна тура · e8 чорний король · h8 чорна тура · a7 чорний пішак · b7 чорний пішак · c7 чорний пішак · d7 чорний слон · e7 чорний слон · g7 чорний пішак · h7 чорний пішак · f6 чорний пішак · h6 чорний кінь · d5 білий пішак · f5 чорний кінь · e4 білий кінь · f4 білий слон · g4 чорний ферзь · d3 білий слон · f3 білий кінь · g3 білий пішак · a2 білий пішак · b2 білий пішак · c2 білий пішак · g2 білий король · a1 біла тура · e1 білий ферзь · h1 біла тура | 3 |
| 2 | a8 чорна тура · e8 чорний король · h8 чорна тура · a7 чорний пішак · b7 чорний пішак · c7 чорний пішак · d7 чорний слон · e7 чорний слон · g7 чорний пішак · h7 чорний пішак · f6 чорний пішак · h6 чорний кінь · d5 білий пішак · f5 чорний кінь · e4 білий кінь · f4 білий слон · g4 чорний ферзь · d3 білий слон · f3 білий кінь · g3 білий пішак · a2 білий пішак · b2 білий пішак · c2 білий пішак · g2 білий король · a1 біла тура · e1 білий ферзь · h1 біла тура | a8 чорна тура · e8 чорний король · h8 чорна тура · a7 чорний пішак · b7 чорний пішак · c7 чорний пішак · d7 чорний слон · e7 чорний слон · g7 чорний пішак · h7 чорний пішак · f6 чорний пішак · h6 чорний кінь · d5 білий пішак · f5 чорний кінь · e4 білий кінь · f4 білий слон · g4 чорний ферзь · d3 білий слон · f3 білий кінь · g3 білий пішак · a2 білий пішак · b2 білий пішак · c2 білий пішак · g2 білий король · a1 біла тура · e1 білий ферзь · h1 біла тура | a8 чорна тура · e8 чорний король · h8 чорна тура · a7 чорний пішак · b7 чорний пішак · c7 чорний пішак · d7 чорний слон · e7 чорний слон · g7 чорний пішак · h7 чорний пішак · f6 чорний пішак · h6 чорний кінь · d5 білий пішак · f5 чорний кінь · e4 білий кінь · f4 білий слон · g4 чорний ферзь · d3 білий слон · f3 білий кінь · g3 білий пішак · a2 білий пішак · b2 білий пішак · c2 білий пішак · g2 білий король · a1 біла тура · e1 білий ферзь · h1 біла тура | a8 чорна тура · e8 чорний король · h8 чорна тура · a7 чорний пішак · b7 чорний пішак · c7 чорний пішак · d7 чорний слон · e7 чорний слон · g7 чорний пішак · h7 чорний пішак · f6 чорний пішак · h6 чорний кінь · d5 білий пішак · f5 чорний кінь · e4 білий кінь · f4 білий слон · g4 чорний ферзь · d3 білий слон · f3 білий кінь · g3 білий пішак · a2 білий пішак · b2 білий пішак · c2 білий пішак · g2 білий король · a1 біла тура · e1 білий ферзь · h1 біла тура | a8 чорна тура · e8 чорний король · h8 чорна тура · a7 чорний пішак · b7 чорний пішак · c7 чорний пішак · d7 чорний слон · e7 чорний слон · g7 чорний пішак · h7 чорний пішак · f6 чорний пішак · h6 чорний кінь · d5 білий пішак · f5 чорний кінь · e4 білий кінь · f4 білий слон · g4 чорний ферзь · d3 білий слон · f3 білий кінь · g3 білий пішак · a2 білий пішак · b2 білий пішак · c2 білий пішак · g2 білий король · a1 біла тура · e1 білий ферзь · h1 біла тура | a8 чорна тура · e8 чорний король · h8 чорна тура · a7 чорний пішак · b7 чорний пішак · c7 чорний пішак · d7 чорний слон · e7 чорний слон · g7 чорний пішак · h7 чорний пішак · f6 чорний пішак · h6 чорний кінь · d5 білий пішак · f5 чорний кінь · e4 білий кінь · f4 білий слон · g4 чорний ферзь · d3 білий слон · f3 білий кінь · g3 білий пішак · a2 білий пішак · b2 білий пішак · c2 білий пішак · g2 білий король · a1 біла тура · e1 білий ферзь · h1 біла тура | a8 чорна тура · e8 чорний король · h8 чорна тура · a7 чорний пішак · b7 чорний пішак · c7 чорний пішак · d7 чорний слон · e7 чорний слон · g7 чорний пішак · h7 чорний пішак · f6 чорний пішак · h6 чорний кінь · d5 білий пішак · f5 чорний кінь · e4 білий кінь · f4 білий слон · g4 чорний ферзь · d3 білий слон · f3 білий кінь · g3 білий пішак · a2 білий пішак · b2 білий пішак · c2 білий пішак · g2 білий король · a1 біла тура · e1 білий ферзь · h1 біла тура | a8 чорна тура · e8 чорний король · h8 чорна тура · a7 чорний пішак · b7 чорний пішак · c7 чорний пішак · d7 чорний слон · e7 чорний слон · g7 чорний пішак · h7 чорний пішак · f6 чорний пішак · h6 чорний кінь · d5 білий пішак · f5 чорний кінь · e4 білий кінь · f4 білий слон · g4 чорний ферзь · d3 білий слон · f3 білий кінь · g3 білий пішак · a2 білий пішак · b2 білий пішак · c2 білий пішак · g2 білий король · a1 біла тура · e1 білий ферзь · h1 біла тура | 2 |
| 1 | a8 чорна тура · e8 чорний король · h8 чорна тура · a7 чорний пішак · b7 чорний пішак · c7 чорний пішак · d7 чорний слон · e7 чорний слон · g7 чорний пішак · h7 чорний пішак · f6 чорний пішак · h6 чорний кінь · d5 білий пішак · f5 чорний кінь · e4 білий кінь · f4 білий слон · g4 чорний ферзь · d3 білий слон · f3 білий кінь · g3 білий пішак · a2 білий пішак · b2 білий пішак · c2 білий пішак · g2 білий король · a1 біла тура · e1 білий ферзь · h1 біла тура | a8 чорна тура · e8 чорний король · h8 чорна тура · a7 чорний пішак · b7 чорний пішак · c7 чорний пішак · d7 чорний слон · e7 чорний слон · g7 чорний пішак · h7 чорний пішак · f6 чорний пішак · h6 чорний кінь · d5 білий пішак · f5 чорний кінь · e4 білий кінь · f4 білий слон · g4 чорний ферзь · d3 білий слон · f3 білий кінь · g3 білий пішак · a2 білий пішак · b2 білий пішак · c2 білий пішак · g2 білий король · a1 біла тура · e1 білий ферзь · h1 біла тура | a8 чорна тура · e8 чорний король · h8 чорна тура · a7 чорний пішак · b7 чорний пішак · c7 чорний пішак · d7 чорний слон · e7 чорний слон · g7 чорний пішак · h7 чорний пішак · f6 чорний пішак · h6 чорний кінь · d5 білий пішак · f5 чорний кінь · e4 білий кінь · f4 білий слон · g4 чорний ферзь · d3 білий слон · f3 білий кінь · g3 білий пішак · a2 білий пішак · b2 білий пішак · c2 білий пішак · g2 білий король · a1 біла тура · e1 білий ферзь · h1 біла тура | a8 чорна тура · e8 чорний король · h8 чорна тура · a7 чорний пішак · b7 чорний пішак · c7 чорний пішак · d7 чорний слон · e7 чорний слон · g7 чорний пішак · h7 чорний пішак · f6 чорний пішак · h6 чорний кінь · d5 білий пішак · f5 чорний кінь · e4 білий кінь · f4 білий слон · g4 чорний ферзь · d3 білий слон · f3 білий кінь · g3 білий пішак · a2 білий пішак · b2 білий пішак · c2 білий пішак · g2 білий король · a1 біла тура · e1 білий ферзь · h1 біла тура | a8 чорна тура · e8 чорний король · h8 чорна тура · a7 чорний пішак · b7 чорний пішак · c7 чорний пішак · d7 чорний слон · e7 чорний слон · g7 чорний пішак · h7 чорний пішак · f6 чорний пішак · h6 чорний кінь · d5 білий пішак · f5 чорний кінь · e4 білий кінь · f4 білий слон · g4 чорний ферзь · d3 білий слон · f3 білий кінь · g3 білий пішак · a2 білий пішак · b2 білий пішак · c2 білий пішак · g2 білий король · a1 біла тура · e1 білий ферзь · h1 біла тура | a8 чорна тура · e8 чорний король · h8 чорна тура · a7 чорний пішак · b7 чорний пішак · c7 чорний пішак · d7 чорний слон · e7 чорний слон · g7 чорний пішак · h7 чорний пішак · f6 чорний пішак · h6 чорний кінь · d5 білий пішак · f5 чорний кінь · e4 білий кінь · f4 білий слон · g4 чорний ферзь · d3 білий слон · f3 білий кінь · g3 білий пішак · a2 білий пішак · b2 білий пішак · c2 білий пішак · g2 білий король · a1 біла тура · e1 білий ферзь · h1 біла тура | a8 чорна тура · e8 чорний король · h8 чорна тура · a7 чорний пішак · b7 чорний пішак · c7 чорний пішак · d7 чорний слон · e7 чорний слон · g7 чорний пішак · h7 чорний пішак · f6 чорний пішак · h6 чорний кінь · d5 білий пішак · f5 чорний кінь · e4 білий кінь · f4 білий слон · g4 чорний ферзь · d3 білий слон · f3 білий кінь · g3 білий пішак · a2 білий пішак · b2 білий пішак · c2 білий пішак · g2 білий король · a1 біла тура · e1 білий ферзь · h1 біла тура | a8 чорна тура · e8 чорний король · h8 чорна тура · a7 чорний пішак · b7 чорний пішак · c7 чорний пішак · d7 чорний слон · e7 чорний слон · g7 чорний пішак · h7 чорний пішак · f6 чорний пішак · h6 чорний кінь · d5 білий пішак · f5 чорний кінь · e4 білий кінь · f4 білий слон · g4 чорний ферзь · d3 білий слон · f3 білий кінь · g3 білий пішак · a2 білий пішак · b2 білий пішак · c2 білий пішак · g2 білий король · a1 біла тура · e1 білий ферзь · h1 біла тура | 1 |
|   | a | b | c | d | e | f | g | h |   |

Перший матч за звання чемпіона світу із шахів проведено в американських містах Нью-Йорку, Сент-Луїсі та Новому Орлеані з 1 січня по 28 лютого 1886 року. У ньому взяли участь тодішні найсильніші шахісти світу — Вільгельм Стейніц та Йоганн Цукерторт. Вільгельм Стейніц переміг з рахунком 12½ — 7½ та став першим офіційним чемпіоном світу з шахів.

## Передумови матчу
Вільгельм Стейніц народився у Празі 14 травня 1836 року. Дебютувавши на міжнародній арені у 1862 році, Стейніц швидко став одним з провідних гравців світу. У 1866 році він зумів перемогти у матчі найсильнішого на той час гравця — німця Адольфа Андерсена. У 1872 році Стейніц та Цукерторт зустрілися вперше: між ними було проведено матч, в якому виграв австрієць. У 1876 році Стейніц також переміг дуже сильного англійського майстра — Джозефа Блекберна.
Йоганн Цукерторт народився у 1842 році на території Польщі, що тоді входила до складу Російської імперії. У 1870-х роках він стрімко увірвався до шахової еліти. Перший серйозний матч між Стейніцем та Цукертортом (не враховуючи матч 1872 року, так як тоді Йоганн ще не досяг того рівня гри, як 10 років потому) спробували організувати у 1882 році, але останнього задовольняли не всі умови. Через це матч не було проведено, але у 1883 році Стейніц та Цукерторт змогли зійтися у битві в дуже потужному турнірі у Лондоні, де перший приз вязв німець (хоча тоді Цукерторт проживав у Лондоні). Відразу після турніру Стейніц знов покликав Цукерторта зіграти матч, але той не зміг прийняти пропозицію через поганий стан здоров'я.
Вільгельм Стейніц емігрував до США наприкінці 1883 року. Тепер на перешкоді матчу стали проблеми з місцем його проведення: Стейніц категорично відмовлявся грати у Лондоні, так як не раз зустрічався з несправедливим суддівством, а Цукерторт навпаки — вболівав за проведення матчу якнайближче до себе. Але в середині 1885 року Цукерторт вирішив піти на компроміс, та висунув таку пропозицію: перший матч буде зіграно у США, а матч-відповідь у Лондоні. Стейніца такий вибір задовольнив. Спочатку планувалося почати матч у грудні 1885 року, але через деякі фінансові проблеми Цукерторта його було перенесено на 1886 рік.

## Результати
Перший офіційний матч за звання чемпіона світу з шахів розпочався 11 січня 1886 році у Нью-Йорку. У першій партії перемогу одержав Стейніц, але потім несподівано програв чотири партії підряд. 3 лютого матч переїхав до Сент-Луїсу. Змінивши стратегію на матч, Стейніц зміг тричі обіграти суперника та звести одну партію унічию. Після двотижневої перерви, матч було відновлено 26 лютого у Новому Орлеані (звідти походив легендарний американський шахіст Пол Морфі, тому партії в цьому місті було присвячено його пам'яті; Морфі помер у 47-літньому віці за два роки до матчу). Після нічиєї, Стейніц зміг виграти двічі, на що Цукерторт відповів однією перемогою. Але це була остання перемога німця: після трьох нічиїх Стейніц розгромив свого суперника ще три рази. 29 березня саме він став першим офіційним чемпіоном світу, вигравши десять партій, програвши п'ять та ще 5 зігравши унічию.
|                                    | 1 | 2 | 3 | 4 | 5 | 6 | 7 | 8 | 9 | 10 | 11 | 12 | 13 | 14 | 15 | 16 | 17 | 18 | 19 | 20 | Очки | Перемоги |
| ---------------------------------- | - | - | - | - | - | - | - | - | - | -- | -- | -- | -- | -- | -- | -- | -- | -- | -- | -- | ---- | -------- |
| Йоганн Цукерторт (Велика Британія) | 0 | 1 | 1 | 1 | 1 | 0 | 0 | ½ | 0 | ½  | 0  | 0  | 1  | ½  | ½  | 0  | ½  | 0  | 0  | 0  | 7½   | 5        |
| Вільям Стейніц (Австро-Угорщина)   | 1 | 0 | 0 | 0 | 0 | 1 | 1 | ½ | 1 | ½  | 1  | 1  | 0  | ½  | ½  | 1  | ½  | 1  | 1  | 1  | 12½  | 10       |